# Superconducting Super Collider

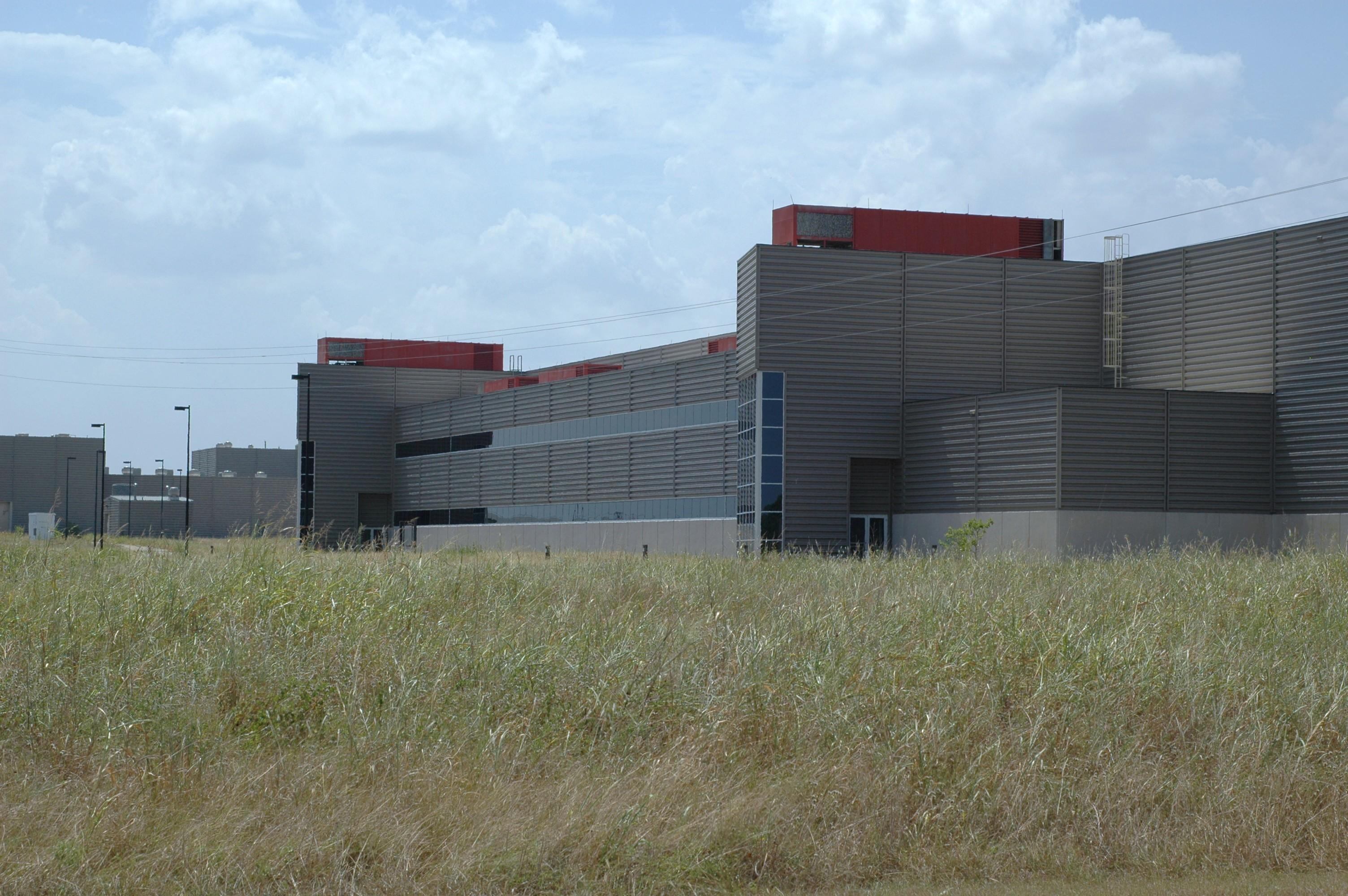
Vue du Magnet Development Laboratory et d'autres bâtiments périphériques du Superconducting Super Collider situé à Waxahachie, au Texas.

Le Superconducting Super Collider (SSC), également surnommé le Desertron, était prévu pour être le plus grand accélérateur de particules du monde, avec une circonférence de 87,1 km et une énergie de 20 TeV par proton.

## Description

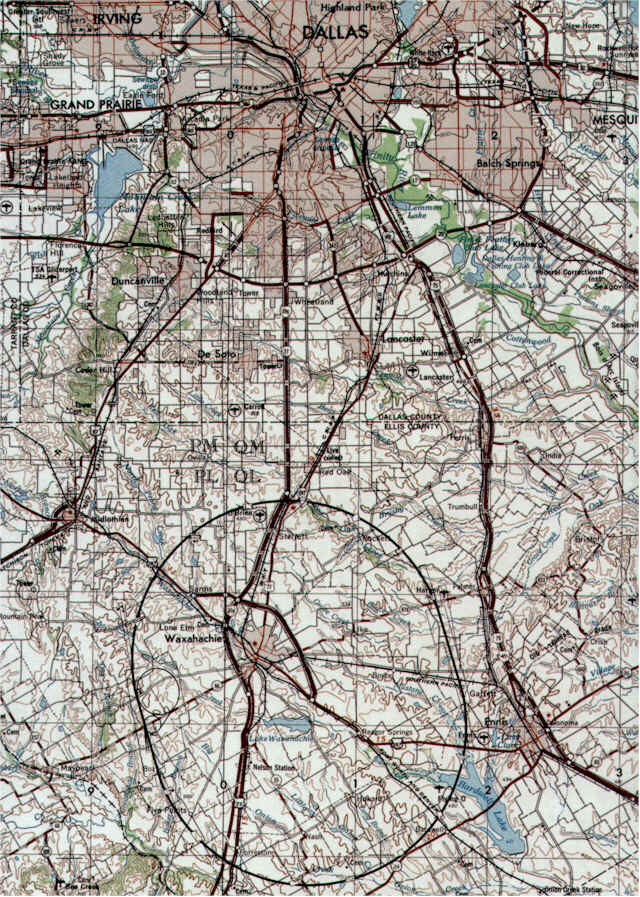
La carte de l'implantation prévue du tunnel.

Le projet prévoit de faire passer le tunnel de l'accélérateur au nord par Waxahachie, à l'est par la pointe sud du comté de Dallas, au sud sous le lac Bardwell et à l'ouest par Onion Creek. Avec une circonférence de 87,1 km, il doit alors devenir le plus grand accélérateur de particules du monde. Sa construction prévoit l'installation de 4728 aimants de 17 mètres de long pour la plupart pour un poids total de 41 500 tonnes. Le complexe implique une station de stockage de 2 millions de litres d'hélium pour les besoins en refroidissement de la structure.

## Historique

### Planification
Les premiers travaux formels concernant le projet débutent en décembre 1983 alors qu'une National Reference Designs Study est effectuée pour évaluer la faisabilité technique et économique d'un accélérateur de particules pouvant fournir une énergie de 20 TeV par proton. Le directeur du Fermilab, Leon Lederman est parmi les premiers intervenants liés au projet, qu'il défend tout au long de sa vie,,.
Après une révision en profondeur par le département de l'Énergie des États-Unis au milieu des années 1980, la sélection d'un emplacement débute en 1987. Le 30 janvier 1987, le président américain Ronald Reagan annonce son soutien au projet Superconducting Super Collider. Cette annonce fait douter un temps Carlo Rubbia qui travaille au développement du LHC. Le Texas est choisi en novembre 1988,. La construction du Desertron laisse miroiter la création de 5.000 à 8.000 emplois dans la région, le développement d'écoles, et un boost économique pour le secteur de l'industrie chimique. Roy Schwitters (en) mène la campagne de levée de fonds et de lancement du projet. En 1989, il démissionne de son poste de professeur à Harvard pour s'installer dans la région.

### Construction
Les travaux majeurs débutent en 1991. Dix-sept piliers sont coulés et 23,5 km de tunnels sont creusés jusqu'à la fin de 1993,. Le site se trouve sur la "craie d'Austin" (Austin Chalk) dont les caractéristiques géologiques rendent la terre particulièrement maléable pour des projets de tunnel. Le coût de la construction est estimé à $6 milliards, auxquels s'ajoutent $600 millions annuels de frais opérationnels.
Joginder Bhore, constructeur reconnu de tunnels en terrains difficiles aux États-Unis, est recruté pour superviser le tracé et la construction.
Sa construction débute à Waxahachie, au Texas, au début des années 1990. Son premier directeur, Louis Ianniello, est en place les 15 premiers mois. Il est remplacé par la suite par Roy Schwitters (en), physicien à l'université du Texas à Austin.

### Abandon
Après des dépenses d'environ 2 milliards de dollars américains, le Congrès américain coupe les fonds du projet le 21 octobre 1993, ce qui mène à son abandon. Le LHC devient le seul grand collisionneur de hadrons en cours de réalisation dans le monde. La construction du SSC prévoyait un budget total de $10 milliards. Seuls 22,5 kilomètres de tunnel ont été creusés. Cet abandon s'explique aussi par des changements politiques profonds, la guerre froide étant officiellement révolue depuis 1992, et un nouveau Congrès américain étant en place à la suite de l'arrivée de Clinton au pouvoir en 1993,,. Les avoirs en friche du projet passent alors entre les mains du Comté d'Ellis.
En 2006, le SSD est racheté $6,5 millions par le riche entrepreneur américain Johnnie Bryan Hunt, via sa société Pinnacle Group, qui prévoit de transformer le Desertron en data centers. Hunt décède d'un accident 6 mois après cette acquisition, le terrain et ses constructions abandonnées sont mis en vente pour $20 millions par le Pinnacle Group en 2009,. Le site est racheté $5 millions par Magnablend fin 2011, une entreprise de l'industrie chimique. Les employés de Magnablend commencent à occuper les lieux vers 2012.